# Пхунчолінг Юнайтед (футбольний клуб)
Пхунчолінг Юнайтед (англ. Phuentsholing United Football Club) — бутанський футбольний клуб з міста Пхунчолінг. Заснований 2018 року. У 2019 році вони змагалися в Національній лізі Бутану, вищому дивізіоні чемпіонату Бутану.